# Вимушене гамма-випромінювання
У фізиці термін вимушене гамма-випромінювання (ВГВ) відноситься до процесу флуоресцентного випромінювання гамма-променя з збуджених ядер, як правило, за участю певного ядерного ізомера. Це аналог звичайної флуоресценції, яка визначається як випромінювання фотона (одиниці світла) збудженим електроном в атомі або молекулі. У випадку ВГВ ядерні ізомери можуть зберігати значну кількість енергії збудження протягом часу, достатнього для того, щоб вони могли служити ядерними флуоресцентними матеріалами. Відомо понад 800 ядерних ізомерів але майже всі є надто внутрішньо радіоактивними, щоб їх можна було розглядати для застосування. Станом на 2006 р. було запропоновано два  ядерні ізомери, які фізично здатні до ВГВ у безпечних пристроях: тантал-180m та гафній-178m2.

## Історія

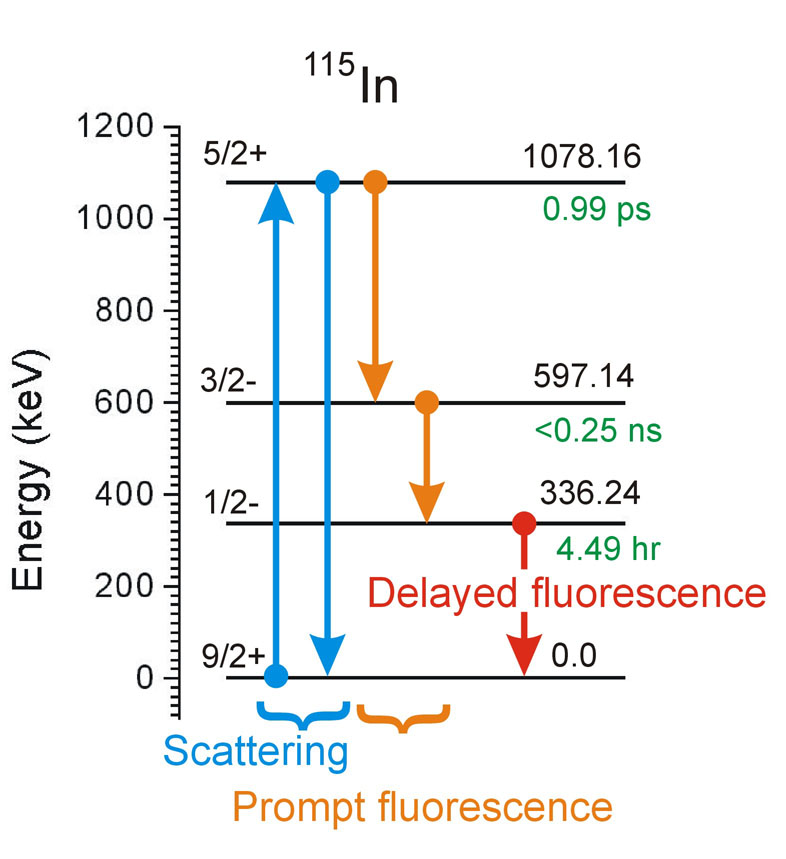
Енергетика ВГВ ^{115}In. Стрілками показані фотони, (вверх) поглинання, (вниз) випромінення. Горизонтальні лінії представляють збуджені стани In, що використовуються для ВГВ.

Вимушене гамма-випромінювання є прикладом міждисциплінарних досліджень, що межують як з ядерною фізикою, так і з квантовою електронікою. Розглядається як ядерна реакція, яка належить до класу, в якому лише фотони беруть участь у створенні та руйнуванні станів ядерного збудження. Це клас, який зазвичай не враховують у традиційних дискусіях. У 1939 р. Бруно Понтекорво та Лазард повідомили про перший приклад такого типу реакції. Індій був мішенню, і в сучасній термінології, що описує ядерні реакції, це було б написано 115In(γ,γ')115mIn. Нуклід продукту має знак "m", що означає, що він має достатньо довгий період напіврозпаду (у цьому випадку 4,5 год), щоб кваліфікуватися як ядерний ізомер. Саме це зробило можливим експеримент у 1939 році, оскільки дослідники мали години, щоб видалити продукти з опромінюючого середовища, а потім вивчити їх у більш відповідному місці. Імпульс та енергія падаючих фотонів можуть бути збережені лише в тому випадку, якщо падаючий фотон, рентген чи гамма, має саме енергію, що відповідає різниці в енергії між початковим станом ядра-мішені та деяким збудженим станом, який не надто відрізняється в термінах квантових властивостей, таких як спін. Порогової поведінки немає, а падаючий фотон зникає, а його енергія передається у внутрішнє збудження ядра-мішені. Це резонансний процес, який є рідкісним для ядерних реакцій, але нормальним при збудженні флуоресценції на атомному рівні. Лише в 1988 році остаточно було доведено резонансну природу цього типу реакцій. Такі резонансні реакції легше описуються формальностями атомної флуоресценції, і міждисциплінарний підхід до ВГВ сприяв подальшому розвитку.
Концептуальних відмінностей в експерименті ВГВ мало, коли ціллю є ядерний ізомер. Така реакція як mX(γ,γ')X де mX  є одним із п’яти перерахованих вище кандидатів, відрізняється лише тим, що існують менші енергетичні стани для створення нукліда продукту після реакції, ніж були на початку. Практичні труднощі виникають внаслідок необхідності забезпечення безпеки від мимовільного радіоактивного розпаду ядерних ізомерів у кількості, достатній для експериментів. Тривалість життя повинна бути достатньо довгою, щоб дози від мимовільного розпаду з мішеней завжди залишалися в безпечних межах. У 1988 році Коллінз та його колеги повідомили про перше збудження ВГВ від ядерного ізомеру. Вони збуджували флуоресценцію від ядерного ізомеру танталу-180м рентгенівськими променями, виробленими за допомогою лінійного прискорювача частинок зовнішньої променевої терапії. Результати були несподіваними і вважалися суперечливими, поки не були виявлені резонансні стани, збуджені в мішені.

## Відмінні риси
- Якщо падаючий фотон поглинається початковим станом ядра-мішені, це ядро буде підняте у стан збудження з вищою енергією. Якщо цей стан може випромінювати свою енергію лише під час переходу назад у початковий стан, результатом є "процес розсіювання", як видно на схематичному малюнку. Це не приклад ВГВ.
- Якщо падаючий фотон поглинається початковим станом ядра-мішені, це ядро буде підняте у стан збудження з вищою енергією. Якщо існує ненульова ймовірність того, що іноді цей стан розпочне каскад переходів, як показано на схемі, цей стан називають "станом шлюзу", "рівнем запуску" або "проміжним станом". Випромінюється один або кілька флуоресцентних фотонів, часто з різними затримками після початкового поглинання, і процес є прикладом ВГВ.
- Якщо початковим станом ядра-мішені є його основний (найнижчий) стан, то флуоресцентні фотони матимуть менше енергії, ніж енергія падаючого фотона (як видно на схематичному малюнку). Оскільки канал розсіювання, як правило, найсильніший, він може "засліпити" прилади, що використовуються для виявлення флуоресценції, і ранні експерименти віддали перевагу дослідженню ВГВ шляхом використання імпульсів від джерела падаючих фотонів, коли детектори були вимкнені, а потім концентруються на будь-яких затриманих фотонах флуоресценції, коли інструменти вже можна було безпечно ввімкнути.
- Якщо початковим станом ядра-мішені є ядерний ізомер (починаючи з більше енергії, ніж основний стан), він також може підтримувати ВГВ. Однак у цьому випадку принципова схема - це не просто приклад для  115In, а зчитування справа наліво зі стрілками, повернутими в інший бік. Для такого "розвороту" потрібно буде одночасне (з точністю до <0,25 нс) поглинання двох падаючих фотонів різної енергії, щоб отримати від 4h-ізомеру перехід назад до "стану шлюзу". Зазвичай дослідження ВГВ від основного стану до ізомеру того самого ядра мало розповідає про те, як би діяв той самий ізомер, якби його використовували як початковий стан для ВГВ. Для підтримки ВГВ потрібно було б знайти енергію для падаючого фотона, яка б "відповідала" енергії, необхідній для досягнення якогось іншого стану шлюзу, не показаного на схемі, який міг би запустити власний каскад до основного стану.
- Якщо мішень - ядерний ізомер, що зберігає значну кількість енергії, тоді ВГВ може створити каскад, що містить перехід, який випромінює фотон з більшою енергією, ніж падаючий. Це був би ядерний аналог  накачки у лазерній фізиці.
- Якщо ціль - ядерний ізомер, що зберігає значну кількість енергії, тоді ВГВ може створити каскад через пару збуджених станів, тривалість життя яких "інвертована", так що в колекції таких ядер популяція буде накопичуватися у верхній частині довгоживучого рівня при швидкому спорожненні з нижчого члена пари, що жив коротше. Інверсія популяції, що виникла в результаті, може підтримувати якусь форму когерентного випромінювання, аналогічну посиленому спонтанному випромінюванню у лазерній фізиці. Якби фізичні розміри збірки ядер-мішеней ізомерів були довгими і тонкими, то могла б вийти форма гамма-лазера.

## Потенційні застосування

### Дозиметри зі специфічною енергією
Оскільки ВГВ з ядер основного стану вимагає поглинання дуже специфічних енергій фотонів, щоб отримати затримані флуоресцентні фотони, які легко підрахувати, існує можливість побудови дозиметрів для фотонів зі специфічною енергією шляхом комбінування декількох різних нуклідів. Це було продемонстровано для калібрування спектру випромінювання від імпульсного ядерного симулятора DNA-PITHON. Такий дозиметр може бути корисним у променевій терапії, коли рентгенівські промені можуть містити багато енергій. Оскільки фотони з різною енергією проявляють свої ефекти на різній глибині в тканині, що обробляється, це може допомогти калібрувати частку загальної дози, яка буде діяти у фактичному цільовому об'ємі.

### Живлення літальних апаратів

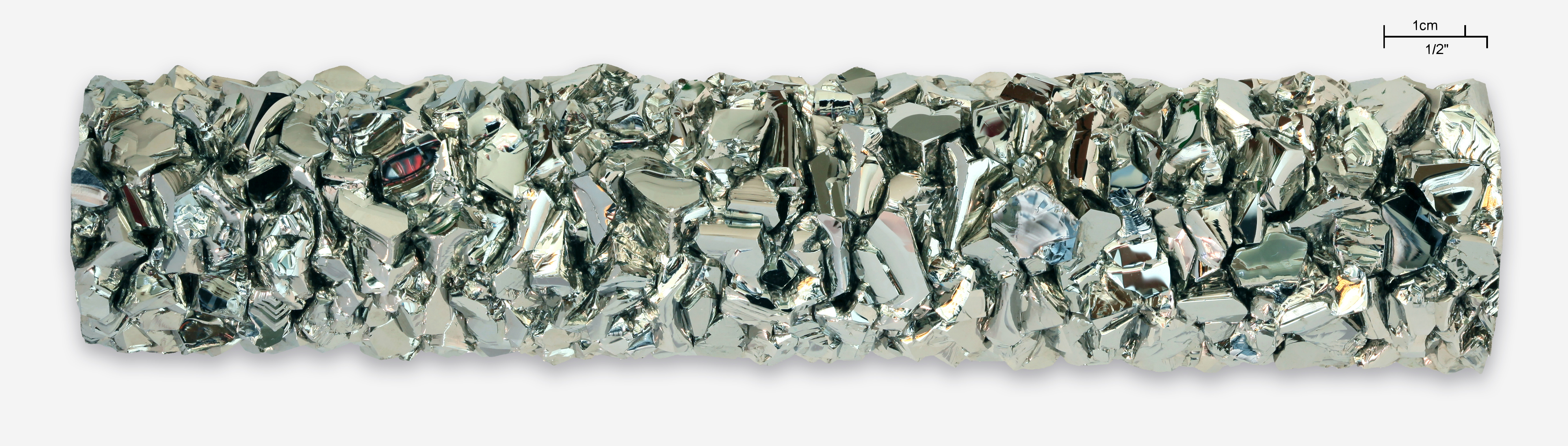
Прямокутник з кристалів гафнію

У лютому 2003 року у нерецензованому журналі New Scientist було написано про можливість літака, що працює з різновидом ядерного рушія на базі ВГВ. Ідея полягала у використанні 178m2Hf (імовірно, завдяки високому співвідношенню енергії та ваги), який спрацьовував би для вивільнення гамма-променів, які нагрівали б повітря в камері для реактивного руху. Це джерело енергії описується як "квантовий нуклеонний реактор", хоча незрозуміло, чи існує ця назва лише відносно статті New Scientist.

### Ядерне озброєння
Частково ця теоретична щільність зробила все поле ВГВ таким  суперечливим. Було висловлено припущення, що матеріали можуть бути сконструйовані таким чином, щоб уся накопичена енергія дуже швидко вивільнювалась у "спалаху". Можливий енергетичний викид гамма-фотонів зробить ВГВ самостійно потенційною "вибуховою речовиною" або потенційною радіологічною зброєю.

#### Запалювання термоядерної бомби
Щільність гамма-випромінювання, що утворюються в цій реакції, була б досить високою, щоб бути придатною до використання для стиснення палива термоядерної бомби. Якщо це виявиться так, це може дозволити сконструювати термоядерну бомбу, яка не має всередині розщеплюваного матеріалу (тобто чиста термоядерна зброя); саме контроль за розщеплюваним матеріалом та засобами для його виготовлення лежать в основі більшості спроб зупинити розповсюдження ядерної зброї.

## Зовнішні посилання
- "Scary Things Come in Small Packages" [Архівовано 17 січня 2010 у WebCite], Washington Post article of 2004 by Sharon Weinberger
- Hf-isomer Summary Page of Results [Архівовано 28 вересня 2007 у Wayback Machine.], C.B. Collins, University of Texas, Dallas
- "Atomic Powered Global Hawk Jet Reving For Take-Off?" [Архівовано 4 листопада 2021 у Wayback Machine.], a SciScoop weblog entry
- Conflicting Results on a Long-Lived Nuclear Isomer of Hafnium Have Wider Implications This Physics Today article provides a balanced view from 2004.
- Reprints of articles about nuclear isomers in peer reviewed journals. [Архівовано 28 вересня 2007 у Wayback Machine.] - The Center for Quantum Electronics, The University of Texas at Dallas.